# Vespasiano Corrêa
Vespasiano Corrêa egy község (município) Brazíliában, Rio Grande do Sul államban, a Gaúcho-hegységben. Nevét Dr. Vespasiano Corrêa mérnök tiszteletére kapta, aki a környék gyarmatosítását vezette, és a guaporéi székhelyű Gyarmatosítási Bizottság igazgatója volt. 2021-ben a község népességét 1776 főre becsülték.

## Története
A gyarmatosítás 1888-ban kezdődött, és gyakorlatilag ez volt az állam utolsó olyan területe, amelyet olaszok népesítettek be. Ezek a telepesek közvetlenül Olaszországból, vagy pedig Bento Gonçalves, Caxias do Sul, Garibaldi, Veranópolis községekből érkeztek, rajtuk kívül pedig francia és lengyel származású családok is letelepedtek. 1896-ban Nova Esperança és Picada Boa Esperança neveken említették, Lajeado részeként. 1907-ben Guaporé kerületévé nyilvánították Vespasiano Corrêa néven, de a helyiek máig Esperançaként hivatkoznak a településre. 1995-ben független községgé nyilvánították.

## Leírása
A község területe kiemelkedő természeti szépségű vidék vízesésekkel (például a 135 méter magas Rasga Diabo), mély völgyekkel, őserdőkkel, gazdag faunával. Ezek mellett turisztikai látványosságnak számít az itt áthaladó „Búzavasút” (Ferrovia do Trigo) 509 méter hosszú és 143 méter magas, 13-as számú viaduktja (az úgynevezett Viaduto do Exército) mely a legmagasabb vasúti völgyhíd Latin-Amerikában, és 1978-as megnyitásakor a második legmagasabb volt a világon. A község ma is őrzi olasz kultúráját és konyhaművészetét.